# Remo en los Juegos Suramericanos de 2014: M2-
La prueba de remos largos en dobles masculino en Santiago 2014 se llevó a cabo el 8 de marzo de 2014 en la Laguna de Curauma, Región de Valparaíso. Participaron en la prueba 5 parejas.

## Resultados
| Rank              | Calle | Equipo    | Remadores                                       | Tiempo Total | Diferencia |
| ----------------- | ----- | --------- | ----------------------------------------------- | ------------ | ---------- |
| Medalla de oro    | 5     | Argentina | Bow: Brian Rosso Stroke: Martin Laserre         | 7:18.83      |            |
| Medalla de plata  | 4     | Chile     | Bow: Óscar Vásquez Stroke: Felipe Leal          | 7:21.01      | +00:02.18  |
| Medalla de bronce | 3     | Venezuela | Bow: José Villa Stroke: Jaime Machado           | 7:43.41      | +00:24.58  |
| 4                 | 1     | Brasil    | Bow: Anderson Nocetti Stroke: Ricardo Bruggmann | 7:45.25      | +00:26.42  |
| 5                 | 2     | Perú      | Bow: Héctor Latorre Stroke: Sebastián Suárez    | 8:26.06      | +01:07.23  |